# 김장열
김장열(金長烈, 1897년 또는 1899년 5월 24일~ ?)은 대한민국의 정치인이다.

## 약력
- 경성보성중학교 4학년 재학 중 기미독립운동 관계로 퇴학
- 완도노화,금일,서성학교설립
- 니혼 대학 전문부 정치학부를 졸업했다.
- 완도어업조합 이사
- 동아일보, 조선일보 지국장
- 민족독립운동으로 투옥
- 조선건국준비위원회 완도군 위원장
- 나주경찰서장, 전남경찰청 총무과장을 역임했다.
- 제8관구 경찰청 공보관
- 1948년 5월 10일 : 제헌 국회의원(전남 완도)
- 초대 국회의원 재임시, 국회 내의 반민특위 재판관으로 활동하였다.[3]
- 국회외무,국방위원
- 한국전쟁 때 납북되었다.

## 역대 선거 결과
|  | 39.80% |

|  | 23.11% |

## 참고 자료
- 《대한민국 의정총람》, 국회의원총람발간위원회, 1994년
- 김장열 - 대한민국헌정회